# Nibbler (Futurama)
Pour les articles homonymes, voir Nibbler.
Nibbler (auparavant nommé Lord Nibbler) est un petit extraterrestre fictif appartenant à l'univers de la série télévisée américaine Futurama. À première vue, il ressemble à une petite boule de poils à trois yeux. Lorsqu'il a faim, ce petit animal mange tout ce qui se trouve à sa portée incluant extraterrestres, vaisselle et autres objets de petite ou grosse taille. Il est également l'animal de compagnie du Planet Express.

## Biographie
Nibbler a été trouvé et adopté par Leela sur la planète Vergon 6, qui menaçait de s'effondrer, mais il s'avère qu'il est en fait originaire de la planète Ethernium située très précisément au centre de l'Univers. Son espèce, les Nibbloniens, existait 17 ans et demi avant l'Univers lui-même. En réalité, il est sur Terre sous couverture, afin de lutter contre un ennemi redoutable : les cerveaux géants. Sa mission est de protéger Fry, qui est le seul espoir de l'Univers contre les cerveaux, grâce à une anomalie génétique (due au fait qu'il soit son propre grand-père) qui l'immunise contre leurs attaques. Il ne révèle son identité que dans quelques épisodes : à Leela (qui a perdu la mémoire à la suite de l'attaque des cerveaux) et à Fry (à qui il effacera ensuite la mémoire). Le reste du temps, c'est un animal de compagnie particulièrement glouton (d'où son nom : le grignoteur en anglais, bien qu'il lui ait été attribué avant que l'équipage ne découvre ce trait de sa personnalité), et idiot.
Dans l'épisode "Sentiments partagés", le vétérinaire qui s'occupe de Nibbler dit en comptant les cercles de sa dent qu'il a cinq ans, alors qu'ensuite il est prouvé que Nibbler doit avoir plus de mille ans. 
Bien que très sage et ancienne, l'espèce des Nibbloniens est aussi, paradoxalement, « trop mignonne » selon Leela. Ils aiment particulièrement les caresses et sont représentés comme des animaux en peluche. Nibbler a poussé Fry dans la chambre cryogénique (ce qui est changé dans la quatrième saison car c'est Fry qui s'est poussé lui-même : il est retourné dans le passé afin de stopper Nibbler pour rester au XXe siècle, mais il changera d'avis en pensant au sort de tous ses amis) afin de le préserver en vie car des sages de son espèce avaient prédit qu'il serait le seul espoir de l'Univers 1 000 ans plus tard. Dans le premier épisode, on peut voir son ombre sous le bureau, au moment où Fry tombe, bien que ce fait ne soit révélé que dans la quatrième saison (Le pourquoi du comment) ; et au moment où Fry jette la pizza sur la table l'œil de Nibbler dépassant de la poubelle. Depuis les films, Nibbler a oublié d'effacer la mémoire de l'équipe et ils savent donc qu'en réalité les Nibbloniens sont une espèce évoluée.